# Axon Enterprise
Axon (tidligere Air Taser og Taser International) er en amerikansk virksomhed, der udvikler teknologi og fremstiller våben til brug i blandet andet politiet. Et af firmaets produkter er elektrochokvåbnet Taser. Firmaet blev grundlagt i 1993 af brødrene Patrick og Tom Smith.